# Ingela Sandqvist
Ingela Katarina Sandqvist, född 10 maj 1967 i Hammerdal, är en svensk friidrottare (höjdhopp). Hon tävlade för Umedalens IF och blev svensk mästare i höjdhopp 1993 med höjden 1,81.